# Ruch na rzecz Europy Wolności i Demokracji
Ruch na rzecz Europy Wolności i Demokracji (ang. Movement for a Europe of Liberties and Democracy, fr. Mouvement pour l'Europe des libertés et de la démocratie, MELD) – europejska partia polityczna powołana w 2011, zrzeszająca prawicowe ugrupowania eurosceptyczne i narodowo konserwatywne.
W Parlamencie Europejskim stanowił główne zaplecze polityczne frakcji Europa Wolności i Demokracji (z MELD związanych pozostawało ok. 3/4 członków tej grupy w PE VII kadencji). Siedziba ruchu mieści się w Paryżu. W 2012 partia dołączyła do europartii uznawanych przez Unię Europejską, co wiązało się z otrzymywaniem grantów na finansowanie działalności. Jej przewodniczącą została grecka eurodeputowana Niki Dzawela. Poza partiami członkowskimi MELD zrzesza również działaczy indywidualnych (dołączył do niej m.in. Frank Vanhecke, dawny lider flamandzkich nacjonalistów).
W późniejszym czasie działalność ugrupowania zanikła. W 2016 nie otrzymała dofinansowania ze środków UE.
Członkami MELD były m.in.:
- Duńska Partia Ludowa (Dania),
- Perussuomalaiset (Finlandia),
- Ruch dla Francji (Francja),
- Ludowe Zgromadzenie Prawosławne (Grecja),
- Artikel 50 (Holandia),
- Porządek i Sprawiedliwość (Litwa),
- Solidarna Polska (Polska),
- Słowacka Partia Narodowa (Słowacja),
- Liga Północna i Io amo l'Italia (Włochy).